# Селіверстово (Мосальський район)
Селіверстово (рос. Селиверстово) — присілок в Мосальському районі Калузької області Російської Федерації.
Населення становить 5 осіб. Входить до складу муніципального утворення Присілок Посконь.

## Історія
Від 2004 року входить до складу муніципального утворення Присілок Посконь.

## Населення
| 2002 | 2010 |
| ---- | ---- |
| 11   | ↘5   |